# Мальцево (Підосиновський район)
Ма́льцево (рос. Мальцево) — присілок у складі Підосиновського району Кіровської області, Росія. Входить до складу Демьяновського міського поселення.
Населення становить 9 осіб (2010, 26 у 2002).
Національний склад станом на 2002 рік — росіяни 96 %.